# Prosiane (obwód ługański)
Prosiane (ukr. Просяне) – wieś na Ukrainie, w obwodzie ługańskim, w rejonie starobielskim. W 2001 liczyła 427 mieszkańców, wśród których 402 wskazało jako język ojczysty ukraiński, 23 rosyjski, 1 mołdawski, a 1 inny.